# Kosrheithrus remulus
Kosrheithrus remulus är en nattsländeart som beskrevs av Arturs Neboiss 1977. Kosrheithrus remulus ingår i släktet Kosrheithrus och familjen Philorheithridae. Inga underarter finns listade i Catalogue of Life.